# Битва в заливе Святого Лаврентия
Би́тва в зали́ве Свято́го Лавре́нтия — несколько подводных и противолодочных боевых действий в низовьях реки Святого Лаврентия и во всей акватории залива Святого Лаврентия, проливов Белл-Айл и Кабота в мае — октябре 1942, сентябре 1943 и октябре — ноябре 1944 гг. За этот период немецкие подводные лодки потопили несколько кораблей торгового флота и три канадских военных корабля.
В межвоенный период слаборазвитая хозяйственная конъюнктура и чувство безопасности, подкреплённое близостью США, привели к сокращению ВМС Канады до шести эскадренных миноносцев и нескольких минных тральщиков, чего было недостаточно для обороны прибрежных вод страны. Однако к концу войны ВМС Канады уже стал третьим по величине союзническим флотом в мире и насчитывал 100 000 служащих и 400 кораблей. В начале войны канадское морское развёртывание в основном занималось конвоированием морских путей в Северной Атлантике.
Гидрологические условия в заливе Святого Лаврентия делали противодействие немецким лодкам особенно сложным. Приток больших масс пресной воды из реки Святого Лаврентия создавал два четко выраженных слоя воды, с пресной речной на поверхности и соленой морской у дна, с четко выраженной границей между ними. Галоклин отражал и искажал импульсы гидроакустических станций, с помощью которых канадцы вели поиск, делая обнаружение и атаку немецких ПЛ, прячущихся возле дна, практически невозможным. Небольшие глубины в заливе также затрудняли работу канадских операторов ГАС. В свою очередь, ограниченная ширина речного фарватера предельно облегчала немецким капитанам задачу поиска цели.